# Aviosuperficie Molinella
L'aviosuperficie Molinella è un'aviosuperficie italiana situata nel territorio comunale di Molinella.

## Strutture e dati tecnici
L'aviosuperficie è dotata di una manica a vento, un'unica pista con fondo erboso, di hangar, pista e struttura per aeromodellisti e consente il movimento di aeromodelli, alianti, aerei di aviazione generale e ultraleggeri. È attiva una scuola di paracadutismo.
L'impianto, inaugurato il 4 luglio del 1982, è gestito dalla società Servizi Aeronautici ed effettua attività secondo le regole e gli orari VFR.